# ويليام سيدني ويلسون
ويليام سيدني ويلسون (بالإنجليزية: William Sydney Wilson) هو سياسي أمريكي، ولد في 7 نوفمبر 1816، وتوفي في 3 نوفمبر 1862.